# Kenny Stamatopoulos
Kyriakos « Kenny » Stamatopoulos est un joueur de soccer canadien d'origine grecque, né le 28 août 1979 à Kalamata en Grèce. Il évolue comme gardien de but.

## Biographie
Né sous le prénom de Kyriakos à Kalamata en Grèce, il part très jeune avec ses parents pour le Canada où ils obtiennent la nationalité canadienne. Il apprend le soccer dans le club de Scarborough Azzurri, situé en Ontario.
À 18 ans il revient en Grèce sous le nom de Kenny Stamatopoulos et rejoint le PAE Kalamata en première division grecque, club de sa ville natale. Deux années plus tard il débute en professionnel lors de la saison en 1999-2000 et y reste quatre années comme 2e gardien jusqu'à ce que son contrat arrive à échéance. Lors de se passage il connait sa première relégation en 2001.
En manque de propositions, Kenny rejoint le club suédois du Enköpings SK qui évolue en première division en juillet 2003, où il bénéficie d'un statut de titulaire. Malheureusement, il ne peut empêcher le club de descendre en 2e division où il va jouer lors de la saison 2004 sans parvenir à remonter.
En 2005, il rejoint un autre club de D2 suédoise, le Bodens BK. Il connait alors sa troisième relégation, en 3e division cette fois.
Il quitte donc le club et rejoint un club plus huppé, les norvégiens du Tromsø IL, avec un statut de remplaçant. Il y dispute la saison 2006 et la première partie de la saison 2007, avant d'être prêté au club canadien du Toronto FC pour une durée de six mois et retrouve ainsi un poste de titulaire. Il retourne en Norvège pour la saison 2008, où il reprend son statut de remplaçant.
Pour la saison 2009, il est prêté au FK Lyn où il ne s'impose pas et se retrouve vite sur le banc. Après six mois, il est alors prêté pour la seconde partie de saison au Fredrikstad FK. Il connait alors sa quatrième relégation en l'espace de huit ans dans trois pays différents.
En 2010, il est prêté en Suède au AIK, club de première division, comme remplaçant. À la fin de la saison, le club lève l'option d'achat et Kenny s'engage définitivement.

## Sélection
- Canada : 21 sélections

Malgré ses origines grecques, Kenny décide de défendre les couleurs du Canada, son pays d'adoption. Il débute en novembre 2001 contre Malte en match amical.
Il dispute par la suite la Gold Cup 2002 comme 3e gardien. Kenny a connu sa dernière sélection en 2016, il a régulièrement été appelé pour le poste de 3e gardien, qu'il a d'ailleurs encore occupé lors de la Gold Cup 2009.
En octobre 2011, il effectue son retour dans les buts du Canada contre Sainte-Lucie, lors d'une large victoire (7-0). 
Par ailleurs, il a remporté les Jeux de la Francophonie en 2001 avec les moins de 23 ans.

## Palmarès

### En club
Vierge

### En sélection
Canada
- 3e de la Gold Cup 2002
- Vainqueur des Jeux de la Francophonie (1) : 2001 (avec les -23)